# Nicolae Stanciu
Nicolae Claudiu Stanciu (Cricău, 7 maggio 1993) è un calciatore rumeno, centrocampista del Genoa e della nazionale rumena, della quale è capitano.
Con la maglia della Steaua Bucarest, ha vinto una Supercoppa di Romania (2013), due campionati rumeni (2013-2014 e 2014-2015), una Coppa di Romania (2014-2015) e due Coppe di Lega rumene (2014-2015 e 2015-2016). Con l'Anderlecht, ha conquistato un campionato belga (2016-2017) e una Supercoppa belga (2017). Con lo Slavia Praga, ha vinto due campionati cechi (2019-2020 e 2020-2021) e una Coppa della Repubblica Ceca (2020-2021). Infine, con il Wuhan San Zhen, ha vinto un campionato cinese (2022).
Nel 2022 è stato nominato calciatore rumeno dell'anno.

## Biografia
Nato a Cricău, nel distretto di Alba, in Romania, è sposato con Andreea Beldean, di tre anni più giovane di lui. Nicolae aveva 19 anni quando la conobbe, lei invece ne aveva 16. I due convolano a nozze nel 2018. La moglie rimane incinta, ma perde il bambino; tuttavia, dopo alcuni anni dal loro matrimonio, sono nate due figlie: Masha Ecaterina, nata nel 2020 e Zoe Carolina, nata nel 2022.

## Caratteristiche tecniche
È un trequartista e il suo piede forte è il destro. Stanciu può essere schierato come interno di centrocampo e come esterno sulla fascia destra. Dotato di buona tecnica, è capace di trovare il gol calciando anche da fuori area, possiede una notevole potenza di tiro ed è un buon battitore di calci di punizione (oltre che piazzati) grazie al buon tiro ad effetto di cui dispone. Inoltre, dispone di una grande abilità nei passaggi filtranti e nei cross. Per questo, soprattutto nei calci d'angolo, trova spesso la via dell'assist per i propri compagni.

## Carriera

### Club

#### Gli inizi, Vaslui
Cresce nel settore giovanile dell'Unirea Alba Iulia, con cui esordisce, nel 2011, all'età di circa 18 anni, nella seconda divisione rumena. Segna la sua prima rete nel match di campionato vinto per 3-0 contro il Petrolul Ploiești. Il 20 agosto 2011 segna la sua ultima rete con l'Alba Iulia vincendo per 2-0 contro il Râmnicu Vâlcea.
Successivamente veste la maglia del Vaslui, esordendo in Liga I e nelle competizioni europee. Segna il suo primo gol sconfiggendo per 2-1 il Petrolul Ploiești. Il 30 agosto 2012 segna un rigore contro l'Inter nel pareggio per 2-2 valido per i preliminari di Europa League. L'ultima rete la sigla in campionato contro la Dinamo Bucarest nel successo per 4-1.

#### Steaua Bucarest
Il 1º luglio 2013 passa alla Steaua Bucarest per 700.000 euro. Vince il suo primo campionato rumeno con la squadra della capitale. Segna la sua prima rete su rigore battendo per 3-0 il Timișoara. Il 23 luglio 2014 segna la rete del 2-0 nella vittoria contro i norvegesi del Strømsgodset, mentre il 6 agosto segna un gol contro i kazaki dell'Aqtöbe, vincendo per 2-1 (gare entrambe valide per i preliminari della UEFA Champions League 2013-2014). Vince pure l'edizione 2014-2015 del campionato rumeno, in cui Stanciu è stato determimante per il risultato finale nel bilancio, specialmente verso la fine del campionato. Conquista nella stessa stagione anche la Cupa României, dove durante gli ottavi di finale segna il gol del 1-0 battendo il FC Politehnica Iași, inoltre con due assist vincenti contribuisce alla vittoria per 3-0 nella finale contro l'U Cluj. Il 3 agosto 2016 segna entrambi i gol nella vittoria per 2-0 contro lo Sparta Praga, decisivi per portare la Steaua ai playoff di Champions League (persi poi con il Manchester City).

#### Anderlecht e Sparta Praga

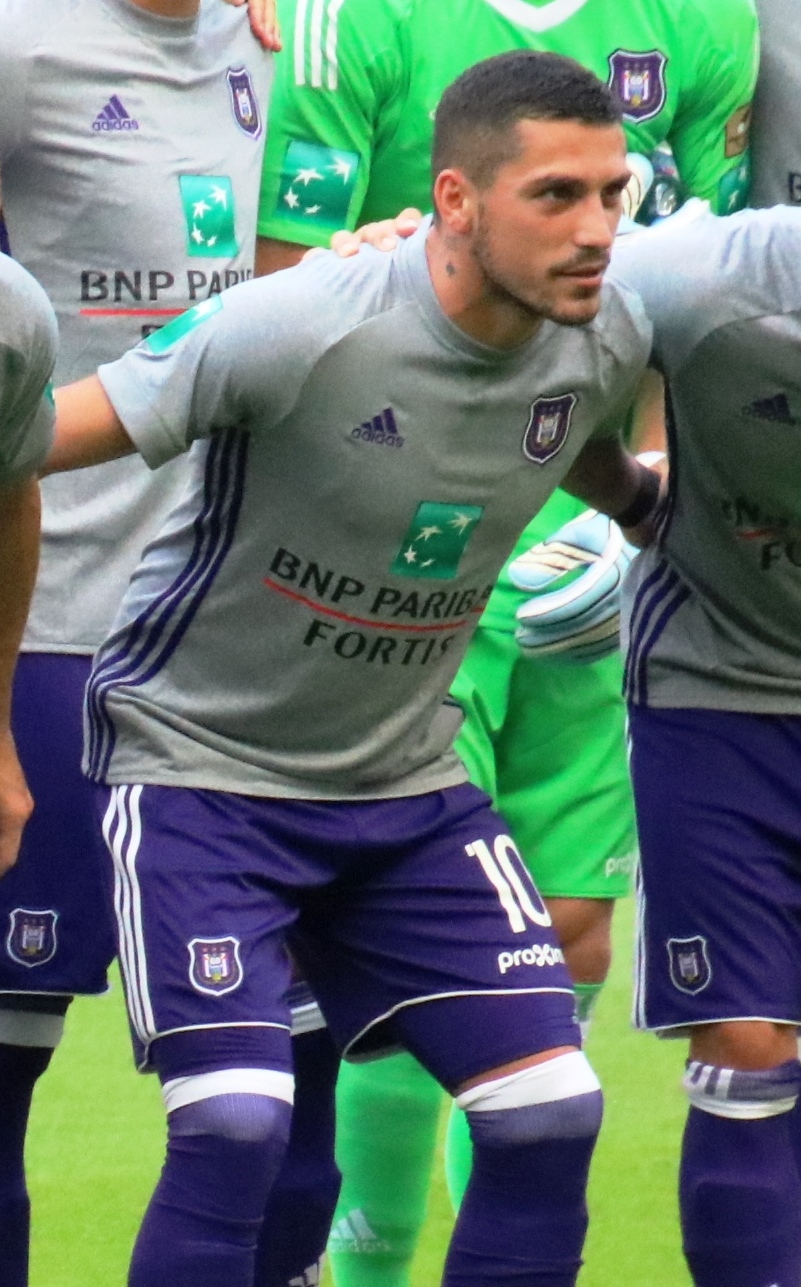
Stanciu con l' nel 2017

Il 29 agosto 2016 si trasferisce all'Anderlecht per 9.8 milioni di euro, segnando il record per la cifra più alta mai spesa dal club belga. Firma un contratto quinquennale e sceglie la maglia n°73. Vince il campionato belga nella sua prima (e anche unica) stagione intera con Les Mauves: segna il suo primo gol nella vittoria per 3-1 contro il Kortrijk. Durante l'Europa League segna due reti contro il Magonza vincendo per 6-1, e per merito del gol di Stanciu l'Anderlecht batte per 1-0 l'APOEL. Chiude l'annata realizzando 8 gol e 2 assist in 36 presenze.
Dopo altri 6 mesi in terra belga, il 23 gennaio 2018 si trasferisce alla squadra ceca dello Sparta Praga per circa 3,75 milioni di euro. Segna la sua prima rete su calcio di punizione contro il Trinity Zlín. Inoltre è autore di una doppietta nel pareggio per 3-3 contro lo Slavia Praga nel derby. Chiude la stagione di 1.Liga con una media realizzativa di una rete ogni 2.33 partite (6 in 14). Gioca un'altra metà stagione con i capitolini, in cui realizza 4 reti in 17 partite in campionato e 2 presenze in Europa League.

#### Al-Ahli e Slavia Praga
A gennaio 2019 si trasferisce all'Al-Ahli, in Arabia Saudita, dove gioca per un breve periodo in cui segna due gol, il primo nella vittoria per 3-2 contro l'Al-Wahda e il secondo nel successo per 4-1 contro l'Al-Faisaly. 
In estate si trasferisce allo Slavia Praga, tornando così in Repubblica Ceca, questa volta nella sponda opposta della capitale. Vince il campionato segnando il primo gol con lo Slavia nella vittoria per 5-1 contro il Teplice, e chiudendo con 4 gol in 31 partite. Riesce a vincere anche la MOL Cup segnando un gol ai quarti di finale contro il Sigma Olomouc vincendo per 3-0. Totalizza anche 8 presenze in Champions League tra preliminari e gironi, senza contributi a gol. Vince anche l'edizione 2020-2021 del campionato ceco, dove segna dodici reti, oltre a sette assist. Durante l'Europa League segna tre gol, contro l'Hapoel Be'er Sheva (3-0) e nella doppia sfida contro i Rangers (2-0, 1-1).

#### Wuhan San Zhen e Damac
Nel 2022 si trasferisce in Cina al Wuhan San Zhen, dove vince la Super League nella sua prima stagione, realizzando un totale di 22 contribuzioni a gol (10 gol e 12 assist) in 27 partite. Nel 2023 invece realizza un solo gol ma altrettanti assist rispetto alla passata stagione, in 24 partite disputate in campionato.
Nel 2023 passa nel club arabo del Damac. Segna il suo primo gol nel pareggio per 1-1 contro l'Al-Hilal. Nella sua prima stagione chiude con 4 gol e 7 assist in campionato, oltre ad aver messo a segno anche due reti in King Cup, mentre nella seconda stagione realizza un gol in più rispetto alla passata stagione e sempre 7 assist nella Lega araba.

#### Genoa
Il 1º giugno 2025, viene ufficializzato l'acquisto a parametro zero di Stanciu da parte del Genoa, in Serie A, a partire dal 1º luglio seguente. Esordisce ufficialmente il 15 agosto, nella gara di Coppa Italia vinta 3-0 contro il Vicenza, nella quale va anche a segno.

### Nazionale
Con la nazionale rumena under-19 scende in campo 5 volte nel periodo 2011-2012, con 2 gol, mentre con la Romania under-21 gioca 11 partite tra il 2011 e il 2013, realizzando una rete.

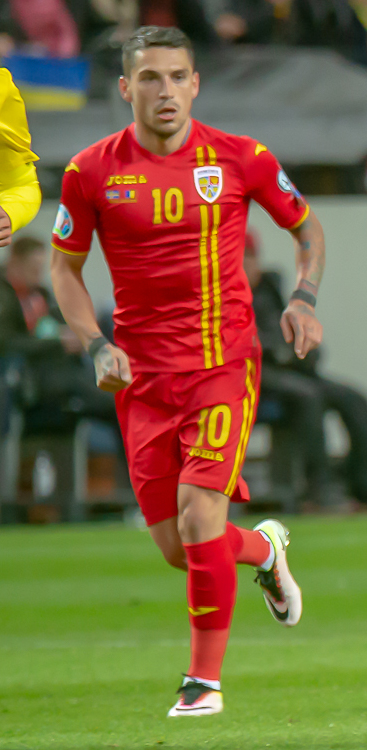
Stanciu con la contro la nel 2019

Il 23 marzo 2016 il CT Anghel Iordănescu lo fa esordire in nazionale maggiore, in un'amichevole contro la Lituania. Stanciu scende in campo nel secondo tempo e segna il gol del 1-0 che è valso poi il successo finale.
Viene convocato per il campionato d'Europa 2016 in Francia, competizione in cui la Romania viene eliminata ai gironi. Delle 3 partite disputate dai rumeni, Stanciu scende in campo contro Francia e Albania, senza contribuire a gol.
Nelle qualificazioni per il campionato del mondo 2018, Stanciu contribuisce con un gol contro l'Armenia nel successo per 5-0 e con due assist. Però, la Romania non riesce a strappare il pass per il Mondiale in Russia.
La nazionale rumena non riesce a qualificarsi neanche al campionato d'Europa 2020, in cui nelle qualificazioni Stanciu fa solo un assist in dieci partite, e al campionato del mondo 2022 in Qatar, nonostante faccia un gol e un assist nelle qualificazioni.
Nel 2021 ottiene per la prima volta la fascia da capitano della nazionale, mentre dal 2022 la indossa in modo fisso. Sempre nel 2022 ottiene il riconoscimento di calciatore rumeno dell'anno.
Durante le qualificazioni per il campionato d'Europa 2024 in Germania, segna tre reti che contribuiscono alla qualificazione alla fase a gironi della competizione da parte dei Tricolorii. Viene convocato per la fase finale del campionato continentale dal commissario tecnico Edward Iordănescu, figlio di Anghel, che lo aveva fatto esordire in nazionale nel 2016. Capitano e punto chiave della nazionale rumena, segna una sola rete, un tiro ad effetto da fuori area che sblocca la gara contro l'Ucraina, vinta poi 3-0. Gioca anche le restanti 3 partite contro Belgio (sconfitta 2-0), Slovacchia (1-1) e gli ottavi di finale contro i Paesi Bassi, in cui la Romania viene eliminata dopo una sconfitta per 3-0.

## Statistiche

### Presenze e reti nei club
Statistiche aggiornate al 15 agosto 2025.
| Stagione                 | Squadra                  | Campionato               | Campionato | Campionato | Coppe nazionali | Coppe nazionali | Coppe nazionali | Coppe continentali | Coppe continentali | Coppe continentali | Altre coppe | Altre coppe | Altre coppe | Totale | Totale |
| Stagione                 | Squadra                  | Comp                     | Pres       | Reti       | Comp            | Pres            | Reti            | Comp               | Pres               | Reti               | Comp        | Pres        | Reti        | Pres   | Reti   |
| ------------------------ | ------------------------ | ------------------------ | ---------- | ---------- | --------------- | --------------- | --------------- | ------------------ | ------------------ | ------------------ | ----------- | ----------- | ----------- | ------ | ------ |
| 2009-2010                | Unirea Alba Iulia        | Liga I                   | 5          | 0          |                 | -               | -               |                    | -                  | -                  |             | -           | -           | 5      | 0      |
| 2010-2011                | Unirea Alba Iulia        | Liga II                  | 4          | 0          |                 | -               | -               |                    | -                  | -                  |             | -           | -           | 4      | 0      |
| ago. 2012                | Unirea Alba Iulia        | Liga II                  | 2          | 0          |                 | -               | -               |                    | -                  | -                  |             | -           | -           | 2      | 0      |
| Totale Unirea Alba Iulia | Totale Unirea Alba Iulia | Totale Unirea Alba Iulia | 10         | 0          |                 | -               | -               |                    | -                  | -                  |             | -           | -           | 10     | 0      |
| 2011-2012                | Vaslui                   | Liga I                   | 16         | 1          | CR              | 3               | 0               |                    | -                  | -                  |             | -           | -           | 19     | 1      |
| 2012-2013                | Vaslui                   | Liga I                   | 31         | 1          | CR              | 1               | 0               | UCL+UE             | 0+2                | 0+1                |             | -           | -           | 34     | 3      |
| Totale Vaslui            | Totale Vaslui            | Totale Vaslui            | 47         | 2          |                 | 4               | 0               |                    | 4                  | 1                  |             | -           | -           | 55     | 3      |
| 2013-2014                | Steaua Bucarest          | Liga I                   | 29         | 5          | CR              | 2               | 0               | UCL                | 12                 | 1                  | SR          | 1           | 0           | 44     | 6      |
| 2014-2015                | Steaua Bucarest          | Liga I                   | 28         | 6          | CR+CdL          | 5+1             | 1+0             | UCL+UEL            | 6+3                | 2+0                | SR          | 1           | 0           | 44     | 9      |
| 2015-2016                | Steaua Bucarest          | Liga I                   | 20+8       | 9+3        | CR+CdL          | 4+2             | 1+0             | UCL+UEL            | 2+2                | 1+0                | SR          | 1           | 0           | 39     | 14     |
| ago. 2016                | Steaua Bucarest          | Liga I                   | 5          | 1          | CR+CdL          | 0               | 0               | UCL                | 4                  | 3                  | -           | -           | -           | 9      | 4      |
| Totale Steaua Bucarest   | Totale Steaua Bucarest   | Totale Steaua Bucarest   | 82+8       | 21+3       |                 | 14              | 2               |                    | 29                 | 7                  |             | 3           | 0           | 136    | 33     |
| ago. 2016-2017           | Anderlecht               | D1                       | 24         | 4          | CB              | 2               | 0               | UEL                | 12                 | 4                  | -           | -           | -           | 38     | 8      |
| sett. 2017-gen.2018      | Anderlecht               | D1                       | 10         | 1          | CB              | 1               | 0               | UCL                | 3                  | 0                  | SB          | 1           | 0           | 15     | 1      |
| Totale Anderlecht        | Totale Anderlecht        | Totale Anderlecht        | 34         | 5          |                 | 3               | 0               |                    | 15                 | 4                  |             | 1           | 0           | 53     | 9      |
| 2017-2018                | Sparta Praga             | 1L                       | 14         | 6          | MC              | 0               | 0               | -                  | -                  | -                  | -           | -           | -           | 14     | 6      |
| 2018-2019                | Sparta Praga             | 1L                       | 17         | 4          | MC              | 1               | 0               | UEL                | 2                  | 0                  | -           | -           | -           | 20     | 4      |
| Totale Sparta Praga      | Totale Sparta Praga      | Totale Sparta Praga      | 31         | 10         |                 | 1               | 0               |                    | 2                  | 0                  |             |             |             | 34     | 10     |
| 2018-2019                | Al-Ahli                  | SPL                      | 10         | 2          | CPC             | 0               | 0               | ACL                | 0                  | 0                  | -           | -           | -           | 10     | 2      |
| 2019-2020                | Slavia Praga             | 1L                       | 31         | 4          | MC              | 1               | 0               | UCL                | 8                  | 0                  | -           | -           | -           | 40     | 4      |
| 2020-2021                | Slavia Praga             | 1L                       | 30         | 12         | MC              | 3               | 1               | UCL+UEL            | 2+10               | 0+3                | -           | -           | -           | 45     | 16     |
| 2021-2022                | Slavia Praga             | 1L                       | 16         | 3          | MC              | 2               | 3               | UCL+UEL+UECL       | 2+2+5              | 0+0+0              | -           | -           | -           | 27     | 6      |
| Totale Slavia Praga      | Totale Slavia Praga      | Totale Slavia Praga      | 77         | 19         |                 | 6               | 4               |                    | 29                 | 3                  |             | -           | -           | 112    | 26     |
| 2022                     | Wuhan San Zhen           | CSL                      | 27         | 10         | CC              | 0               | 0               | -                  | -                  | -                  | -           | -           | -           | 27     | 10     |
| gen.-sett. 2023          | Wuhan San Zhen           | CSL                      | 24         | 1          | CC              | 1               | 0               | ACL                | 0                  | 0                  | SC          | 1           | 0           | 26     | 1      |
| Totale Wuhan Three Towns | Totale Wuhan Three Towns | Totale Wuhan Three Towns | 51         | 11         |                 | 1               | 0               |                    | 0                  | 0                  |             | 1           | 0           | 53     | 11     |
| 2023-2024                | Damac                    | SPL                      | 27         | 4          | CPC             | 2               | 2               | ACL                | 0                  | 0                  | -           | -           | -           | 29     | 6      |
| 2024-2025                | Damac                    | SPL                      | 29         | 5          | CPC             | 1               | 0               | ACL                | 0                  | 0                  | -           | -           | -           | 30     | 5      |
| Totale Damac             | Totale Damac             | Totale Damac             | 56         | 9          |                 | 3               | 2               |                    | 0                  | 0                  |             | -           | -           | 59     | 11     |
| 2025-2026                | Genoa                    | A                        | 0          | 0          | CI              | 1               | 1               | -                  | -                  | -                  | -           | -           | -           | 1      | 1      |
| Totale carriera          | Totale carriera          | Totale carriera          | 407        | 82         |                 | 33              | 9               |                    | 79                 | 15                 |             | 5           | 0           | 523    | 106    |

### Cronologia presenze e reti in nazionale
| Cronologia completa delle presenze e delle reti in nazionale ― Romania | Cronologia completa delle presenze e delle reti in nazionale ― Romania | Cronologia completa delle presenze e delle reti in nazionale ― Romania | Cronologia completa delle presenze e delle reti in nazionale ― Romania | Cronologia completa delle presenze e delle reti in nazionale ― Romania | Cronologia completa delle presenze e delle reti in nazionale ― Romania | Cronologia completa delle presenze e delle reti in nazionale ― Romania | Cronologia completa delle presenze e delle reti in nazionale ― Romania |
| Data                                                                   | Città                                                                  | In casa                                                                | Risultato                                                              | Ospiti                                                                 | Competizione                                                           | Reti                                                                   | Note                                                                   |
| ---------------------------------------------------------------------- | ---------------------------------------------------------------------- | ---------------------------------------------------------------------- | ---------------------------------------------------------------------- | ---------------------------------------------------------------------- | ---------------------------------------------------------------------- | ---------------------------------------------------------------------- | ---------------------------------------------------------------------- |
| 2-2-2013                                                               | Malaga                                                                 | Polonia                                                                | 4 – 1                                                                  | Romania                                                                | Amichevole                                                             | -                                                                      | 46’                                                                    |
| 23-3-2016                                                              | Giurgiu                                                                | Romania                                                                | 1 – 0                                                                  | Lituania                                                               | Amichevole                                                             | 1                                                                      | 46’                                                                    |
| 27-3-2016                                                              | Giurgiu                                                                | Romania                                                                | 1 – 0                                                                  | Lituania                                                               | Amichevole                                                             | -                                                                      | 85’                                                                    |
| 25-5-2016                                                              | Cesena                                                                 | Romania                                                                | 1 – 1                                                                  | RD del Congo                                                           | Amichevole                                                             | 1                                                                      | 78’                                                                    |
| 29-5-2016                                                              | Torino                                                                 | Romania                                                                | 3 – 4                                                                  | Ucraina                                                                | Amichevole                                                             | 1                                                                      | 79’                                                                    |
| 3-6-2016                                                               | Bucarest                                                               | Romania                                                                | 5 – 1                                                                  | Georgia                                                                | Amichevole                                                             | 1                                                                      | 83’                                                                    |
| 10-6-2016                                                              | Parigi                                                                 | Francia                                                                | 2 – 1                                                                  | Romania                                                                | Euro 2016 - 1º turno                                                   | -                                                                      | 72’                                                                    |
| 19-6-2016                                                              | Lione                                                                  | Romania                                                                | 0 – 1                                                                  | Albania                                                                | Euro 2016 - 1º turno                                                   | -                                                                      |                                                                        |
| 4-9-2016                                                               | Cluj-Napoca                                                            | Romania                                                                | 1 – 1                                                                  | Montenegro                                                             | Qual. Mondiali 2018                                                    | -                                                                      |                                                                        |
| 8-10-2016                                                              | Erevan                                                                 | Armenia                                                                | 0 – 5                                                                  | Romania                                                                | Qual. Mondiali 2018                                                    | 1                                                                      | 82’                                                                    |
| 11-10-2016                                                             | Astana                                                                 | Kazakistan                                                             | 0 – 0                                                                  | Romania                                                                | Qual. Mondiali 2018                                                    | -                                                                      |                                                                        |
| 11-11-2016                                                             | Bucarest                                                               | Romania                                                                | 0 – 3                                                                  | Polonia                                                                | Qual. Mondiali 2018                                                    | -                                                                      | 82’                                                                    |
| 26-3-2017                                                              | Cluj-Napoca                                                            | Romania                                                                | 0 – 0                                                                  | Danimarca                                                              | Qual. Mondiali 2018                                                    | -                                                                      |                                                                        |
| 10-6-2017                                                              | Varsavia                                                               | Polonia                                                                | 3 – 1                                                                  | Romania                                                                | Qual. Mondiali 2018                                                    | -                                                                      | 60’                                                                    |
| 13-6-2017                                                              | Cluj-Napoca                                                            | Romania                                                                | 3 – 2                                                                  | Cile                                                                   | Amichevole                                                             | 1                                                                      | 28’ 86’                                                                |
| 1-9-2017                                                               | Bucarest                                                               | Romania                                                                | 1 – 0                                                                  | Armenia                                                                | Qual. Mondiali 2018                                                    | -                                                                      |                                                                        |
| 4-9-2017                                                               | Podgorica                                                              | Montenegro                                                             | 1 – 0                                                                  | Romania                                                                | Qual. Mondiali 2018                                                    | -                                                                      | 64’                                                                    |
| 8-10-2017                                                              | Copenaghen                                                             | Danimarca                                                              | 1 – 1                                                                  | Romania                                                                | Qual. Mondiali 2018                                                    | -                                                                      | 61’                                                                    |
| 9-11-2017                                                              | Cluj-Napoca                                                            | Romania                                                                | 2 – 0                                                                  | Turchia                                                                | Amichevole                                                             | -                                                                      | 77’                                                                    |
| 14-11-2017                                                             | Bucarest                                                               | Romania                                                                | 0 – 3                                                                  | Paesi Bassi                                                            | Amichevole                                                             | -                                                                      | 46’                                                                    |
| 24-3-2018                                                              | Netanya                                                                | Israele                                                                | 1 – 2                                                                  | Romania                                                                | Amichevole                                                             | 1                                                                      | 61’ 81’                                                                |
| 27-3-2018                                                              | Craiova                                                                | Romania                                                                | 1 – 0                                                                  | Svezia                                                                 | Amichevole                                                             | -                                                                      | 87’                                                                    |
| 31-5-2018                                                              | Hartberg                                                               | Romania                                                                | 3 – 2                                                                  | Cile                                                                   | Amichevole                                                             | 1                                                                      |                                                                        |
| 7-9-2018                                                               | Ploiești                                                               | Romania                                                                | 0 – 0                                                                  | Montenegro                                                             | UEFA Nations League 2018-2019 - 1º turno                               | -                                                                      |                                                                        |
| 10-9-2018                                                              | Belgrado                                                               | Serbia                                                                 | 2 – 2                                                                  | Romania                                                                | UEFA Nations League 2018-2019 - 1º turno                               | 1                                                                      |                                                                        |
| 11-10-2018                                                             | Vilnius                                                                | Lituania                                                               | 1 – 2                                                                  | Romania                                                                | UEFA Nations League 2018-2019 - 1º turno                               | -                                                                      | 87’                                                                    |
| 14-10-2018                                                             | Bucarest                                                               | Romania                                                                | 0 – 0                                                                  | Serbia                                                                 | UEFA Nations League 2018-2019 - 1º turno                               | -                                                                      |                                                                        |
| 17-11-2018                                                             | Ploiești                                                               | Romania                                                                | 3 – 0                                                                  | Lituania                                                               | UEFA Nations League 2018-2019 - 1º turno                               | 1                                                                      | 72’                                                                    |
| 20-11-2018                                                             | Podgorica                                                              | Montenegro                                                             | 0 – 1                                                                  | Romania                                                                | UEFA Nations League 2018-2019 - 1º turno                               | -                                                                      |                                                                        |
| 23-3-2019                                                              | Solna                                                                  | Svezia                                                                 | 2 – 1                                                                  | Romania                                                                | Qual. Euro 2020                                                        | -                                                                      |                                                                        |
| 26-3-2019                                                              | Bucarest                                                               | Romania                                                                | 4 – 1                                                                  | Fær Øer                                                                | Qual. Euro 2020                                                        | -                                                                      | 16’ 78’                                                                |
| 7-6-2019                                                               | Oslo                                                                   | Norvegia                                                               | 2 – 2                                                                  | Romania                                                                | Qual. Euro 2020                                                        | -                                                                      | 71’                                                                    |
| 5-9-2019                                                               | Bucarest                                                               | Romania                                                                | 1 – 2                                                                  | Spagna                                                                 | Qual. Euro 2020                                                        | -                                                                      | 63’                                                                    |
| 8-9-2019                                                               | Ploiești                                                               | Romania                                                                | 1 – 0                                                                  | Malta                                                                  | Qual. Euro 2020                                                        | -                                                                      | 59’                                                                    |
| 12-10-2019                                                             | Tórshavn                                                               | Fær Øer                                                                | 0 – 3                                                                  | Romania                                                                | Qual. Euro 2020                                                        | -                                                                      |                                                                        |
| 15-10-2019                                                             | Bucarest                                                               | Romania                                                                | 1 – 1                                                                  | Norvegia                                                               | Qual. Euro 2020                                                        | -                                                                      |                                                                        |
| 15-11-2019                                                             | Bucarest                                                               | Romania                                                                | 0 – 2                                                                  | Svezia                                                                 | Qual. Euro 2020                                                        | -                                                                      | 23’ 73’                                                                |
| 18-11-2019                                                             | Madrid                                                                 | Spagna                                                                 | 5 – 0                                                                  | Romania                                                                | Qual. Euro 2020                                                        | -                                                                      |                                                                        |
| 4-9-2020                                                               | Bucarest                                                               | Romania                                                                | 1 – 1                                                                  | Irlanda del Nord                                                       | UEFA Nations League 2020-2021 - 1º turno                               | -                                                                      |                                                                        |
| 7-9-2020                                                               | Klagenfurt                                                             | Austria                                                                | 2 – 3                                                                  | Romania                                                                | UEFA Nations League 2020-2021 - 1º turno                               | -                                                                      | 87’                                                                    |
| 8-10-2020                                                              | Reykjavík                                                              | Islanda                                                                | 2 – 1                                                                  | Romania                                                                | Qual. Euro 2020                                                        | -                                                                      | 87’                                                                    |
| 11-10-2020                                                             | Oslo                                                                   | Norvegia                                                               | 4 – 0                                                                  | Romania                                                                | UEFA Nations League 2020-2021 - 1º turno                               | -                                                                      | 75’                                                                    |
| 14-10-2020                                                             | Ploiești                                                               | Romania                                                                | 0 – 1                                                                  | Austria                                                                | UEFA Nations League 2020-2021 - 1º turno                               | -                                                                      | 83’                                                                    |
| 25-3-2021                                                              | Bucarest                                                               | Romania                                                                | 3 – 2                                                                  | Macedonia del Nord                                                     | Qual. Mondiali 2022                                                    | -                                                                      | 76’                                                                    |
| 28-3-2021                                                              | Bucarest                                                               | Romania                                                                | 0 – 1                                                                  | Germania                                                               | Qual. Mondiali 2022                                                    | -                                                                      |                                                                        |
| 31-3-2021                                                              | Erevan                                                                 | Armenia                                                                | 3 – 2                                                                  | Romania                                                                | Qual. Mondiali 2022                                                    | -                                                                      | 73’                                                                    |
| 2-6-2021                                                               | Ploiești                                                               | Romania                                                                | 1 – 2                                                                  | Georgia                                                                | Amichevole                                                             | -                                                                      | 77’                                                                    |
| 6-6-2021                                                               | Ploiești                                                               | Inghilterra                                                            | 1 – 0                                                                  | Romania                                                                | Amichevole                                                             | -                                                                      |                                                                        |
| 2-9-2021                                                               | Reykjavík                                                              | Islanda                                                                | 0 – 2                                                                  | Romania                                                                | Qual. Mondiali 2022                                                    | 1                                                                      |                                                                        |
| 5-9-2021                                                               | Bucarest                                                               | Romania                                                                | 2 – 0                                                                  | Liechtenstein                                                          | Qual. Mondiali 2022                                                    | -                                                                      | cap. 63’                                                               |
| 8-10-2021                                                              | Amburgo                                                                | Germania                                                               | 2 – 1                                                                  | Romania                                                                | Qual. Mondiali 2022                                                    | -                                                                      | 41’ 82’                                                                |
| 11-10-2021                                                             | Bucarest                                                               | Romania                                                                | 1 – 0                                                                  | Armenia                                                                | Qual. Mondiali 2022                                                    | -                                                                      | 81’                                                                    |
| 11-11-2021                                                             | Bucarest                                                               | Romania                                                                | 0 – 0                                                                  | Islanda                                                                | Qual. Mondiali 2022                                                    | -                                                                      | 67’                                                                    |
| 14-11-2021                                                             | Vaduz                                                                  | Liechtenstein                                                          | 0 – 2                                                                  | Romania                                                                | Qual. Mondiali 2022                                                    | -                                                                      | cap. 63’                                                               |
| 23-9-2022                                                              | Helsinki                                                               | Finlandia                                                              | 1 – 1                                                                  | Romania                                                                | UEFA Nations League 2022-2023 - 1º turno                               | -                                                                      | 66’                                                                    |
| 26-9-2022                                                              | Bucarest                                                               | Romania                                                                | 4 – 1                                                                  | Bosnia ed Erzegovina                                                   | UEFA Nations League 2022-2023 - 1º turno                               | -                                                                      | cap.                                                                   |
| 25-3-2023                                                              | Andorra la Vella                                                       | Andorra                                                                | 0 – 2                                                                  | Romania                                                                | Qual. Euro 2024                                                        | -                                                                      | cap. 78’                                                               |
| 28-3-2023                                                              | Bucarest                                                               | Romania                                                                | 2 – 1                                                                  | Bielorussia                                                            | Qual. Euro 2024                                                        | 1                                                                      | cap. 62’ 77’                                                           |
| 16-6-2023                                                              | Pristina                                                               | Kosovo                                                                 | 0 – 0                                                                  | Romania                                                                | Qual. Euro 2024                                                        | -                                                                      | cap. 86’                                                               |
| 19-6-2023                                                              | Lucerna                                                                | Svizzera                                                               | 2 – 2                                                                  | Romania                                                                | Qual. Euro 2024                                                        | -                                                                      | cap.                                                                   |
| 9-9-2023                                                               | Bucarest                                                               | Romania                                                                | 1 – 1                                                                  | Israele                                                                | Qual. Euro 2024                                                        | -                                                                      | Cap. 87’                                                               |
| 12-9-2023                                                              | Bucarest                                                               | Romania                                                                | 2 – 0                                                                  | Kosovo                                                                 | Qual. Euro 2024                                                        | 1                                                                      | cap.                                                                   |
| 12-10-2023                                                             | Budapest                                                               | Bielorussia                                                            | 0 – 0                                                                  | Romania                                                                | Qual. Euro 2024                                                        | -                                                                      | cap. 84’                                                               |
| 15-10-2023                                                             | Bucarest                                                               | Romania                                                                | 4 – 0                                                                  | Andorra                                                                | Qual. Euro 2024                                                        | 1                                                                      | cap. 66’                                                               |
| 18-11-2023                                                             | Felcsút                                                                | Israele                                                                | 1 – 2                                                                  | Romania                                                                | Qual. Euro 2024                                                        | -                                                                      | Cap. 87’                                                               |
| 21-11-2023                                                             | Bucarest                                                               | Romania                                                                | 1 – 0                                                                  | Svizzera                                                               | Qual. Euro 2024                                                        | -                                                                      | Cap. 83’                                                               |
| 22-3-2024                                                              | Bucarest                                                               | Romania                                                                | 1 – 1                                                                  | Irlanda del Nord                                                       | Amichevole                                                             | -                                                                      | cap.                                                                   |
| 26-3-2024                                                              | Madrid                                                                 | Colombia                                                               | 3 – 2                                                                  | Romania                                                                | Amichevole                                                             | -                                                                      | cap. 78’                                                               |
| 4-6-2024                                                               | Bucarest                                                               | Romania                                                                | 0 – 0                                                                  | Bulgaria                                                               | Amichevole                                                             | -                                                                      | cap. 77’                                                               |
| 7-6-2024                                                               | Bucarest                                                               | Romania                                                                | 0 – 0                                                                  | Liechtenstein                                                          | Amichevole                                                             | -                                                                      | 58’                                                                    |
| 17-6-2024                                                              | Monaco di Baviera                                                      | Romania                                                                | 3 – 0                                                                  | Ucraina                                                                | Euro 2024 - 1º turno                                                   | 1                                                                      | cap. 87’                                                               |
| 22-6-2024                                                              | Colonia                                                                | Belgio                                                                 | 2 – 0                                                                  | Romania                                                                | Euro 2024 - 1º turno                                                   | -                                                                      | cap.                                                                   |
| 26-6-2024                                                              | Francoforte sul Meno                                                   | Slovacchia                                                             | 1 – 1                                                                  | Romania                                                                | Euro 2024 - 1º turno                                                   | -                                                                      | cap.                                                                   |
| 2-7-2024                                                               | Monaco di Baviera                                                      | Romania                                                                | 0 – 3                                                                  | Paesi Bassi                                                            | Euro 2024 - Ottavi di finale                                           | -                                                                      | cap. 81’ 88’                                                           |
| 6-9-2024                                                               | Pristina                                                               | Kosovo                                                                 | 0 – 3                                                                  | Romania                                                                | UEFA Nations League 2024-2025 - 1º turno                               | -                                                                      | cap. 86’                                                               |
| 9-9-2024                                                               | Bucarest                                                               | Romania                                                                | 3 – 1                                                                  | Lituania                                                               | UEFA Nations League 2024-2025 - 1º turno                               | -                                                                      | cap.                                                                   |
| 12-10-2024                                                             | Larnaca                                                                | Cipro                                                                  | 0 – 3                                                                  | Romania                                                                | UEFA Nations League 2024-2025 - 1° turn                                | -                                                                      | cap.                                                                   |
| 15-10-2024                                                             | Kaunas                                                                 | Lituania                                                               | 1 – 2                                                                  | Romania                                                                | UEFA Nations League 2024-2025 - 1º turno                               | -                                                                      | cap.                                                                   |
| 15-11-2024                                                             | Bucarest                                                               | Romania                                                                | 3 – 0 tav                                                              | Kosovo                                                                 | UEFA Nations League 2024-2025 - 1º turno                               | -                                                                      | cap. 46’                                                               |
| 21-3-2025                                                              | Bucarest                                                               | Romania                                                                | 0 – 1                                                                  | Bosnia ed Erzegovina                                                   | Qual. Mondiali 2026                                                    | -                                                                      | cap. 55’                                                               |
| 24-3-2025                                                              | Serravalle                                                             | San Marino                                                             | 1 – 5                                                                  | Romania                                                                | Qual. Mondiali 2026                                                    | -                                                                      | cap. 61’                                                               |
| 7-6-2025                                                               | Vienna                                                                 | Austria                                                                | 2 – 1                                                                  | Romania                                                                | Qual. Mondiali 2026                                                    | -                                                                      | cap. 44’ 85’                                                           |
| Totale                                                                 |                                                                        | Presenze                                                               | 82                                                                     |                                                                        | Reti                                                                   | 15                                                                     |                                                                        |

## Palmarès

### Club
- Supercoppa di Romania: 1

Steaua Bucarest: 2013
- Campionato rumeno: 2

Steaua Bucarest: 2013-2014, 2014-2015
- Coppa di Romania: 1

Steaua Bucarest: 2014-2015
- Coppa di Lega rumena: 2

Steaua Bucarest: 2014-2015, 2015-2016
- Campionato belga: 1

Anderlecht: 2016-2017
- Supercoppa belga: 1

Anderlecht: 2017
- Campionato ceco: 2

Slavia Praga: 2019-2020, 2020-2021
- Coppa della Repubblica Ceca: 1

Slavia Praga: 2020-2021
- Campionato cinese: 1

Wuhan San Zhen: 2022

### Individuale
- Calciatore rumeno dell'anno: 1

2022